# 국도 제75호선 (미국)

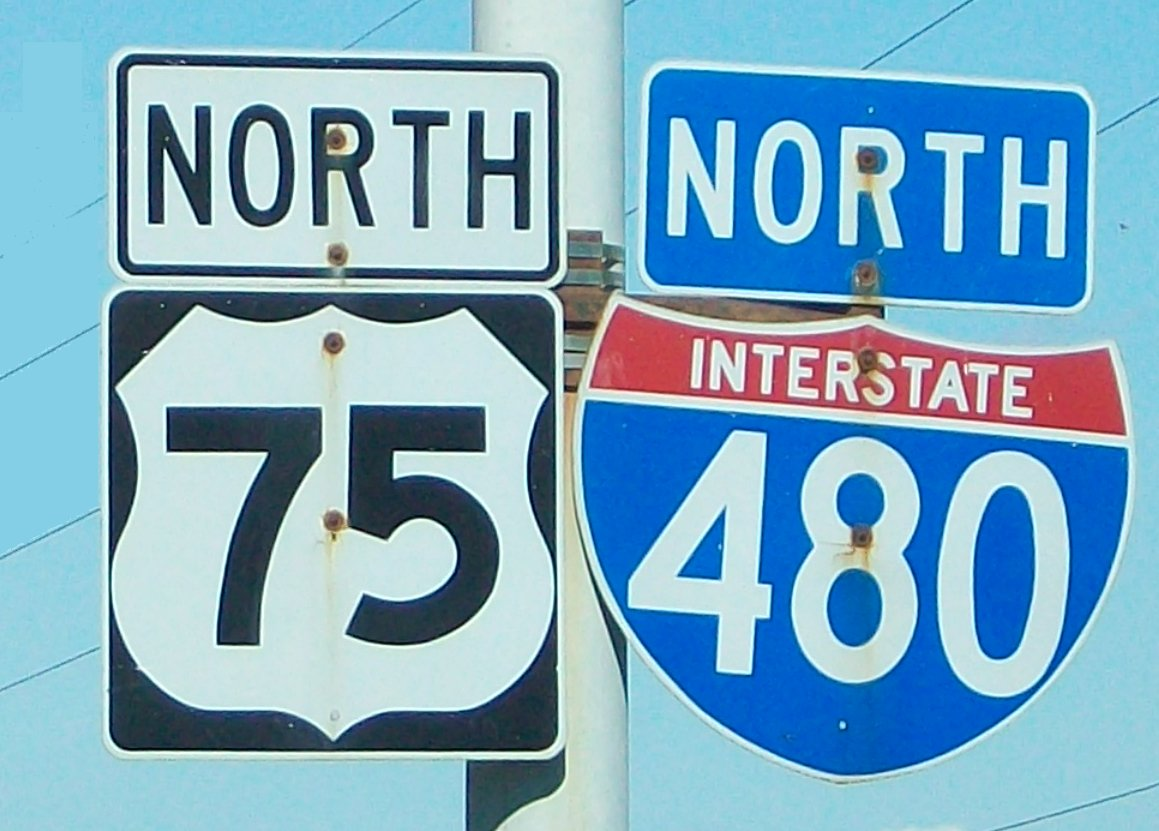
네브래스카주 오마하에 설치된 US 75와 I-480이 병렬로 표시된 표지판의 모습

국도 제75호선은 미국 텍사스주의 댈러스에서 미네소타주의 노예스까지 이르는 총연장 1,239 마일 (1,994 km)의 거리를 이루는 미국의 일반 국도이다. 그러나 해당 국도의 기점은 주간고속도로 제30호선(I-30)과 주간고속도로 제45호선 두 노선과 모두 연결된다. 다만, 종점은 미국-캐나다 국경 부근에 위치하고 있는 작은 마을인 노예스이다.
본래 75번 국도는 캐나다 국경에서 텍사스주의 갤버스턴까지 이어질 예정에 있다.